# Da Ya Think I’m Sexy? (DNCE-dal)
A Da Ya Think I'm Sexy? című dal az amerikai DNCE csapat és Rod Stewart 2017 augusztus 25-én megjelent remix változata, melyet a csapat a 2017-es MTV Video Music Awards-on adott elő.
A dal fizikai hanghordozón nem jelent meg, azt csupán letölteni lehetett.
Az eredeti dalt 1978-ban Rod Stewart jelentette meg, mely azóta klasszikus disco dal, és a klubok kedvence.

## Slágerlista
| Slágerlista (2017)                    | Legjobb helyezés |
| ------------------------------------- | ---------------- |
| Argentina Anglo (Monitor Latino)      | 13               |
| Belgium (Ultratip Flanders)           | 34               |
| Izrael (Media Forest)                 | 1                |
| Lettország (Latvijas Top 40)          | 37               |
| Lengyelország (Polish Airplay Top 20) | 27               |
| US Adult Contemporary (Billboard)     | 11               |
| US Adult Top 40 (Billboard)           | 34               |

## Feldolgozások
- 1993-ban a Revolving Cocks készítette el saját változatát.[12]
- A dalt az N-Trance nevű csapat is előadta 1997-ben.[13]